# 10-07 : L'Affaire Zeus
10-07: L'affaire Kafka
10-07: L'affaire Zeus est une mini-série policière québécoise en quatre épisodes de 45 minutes, scénarisée par Joanne Arseneau et diffusée du 2 au 23 novembre 1995 sur le réseau TQS.
Elle est suivie de 10-07: L'affaire Kafka, diffusée en 1996.

## Synopsis
Il s'agit d'une série policière dont le titre fait référence à un code d'appel d'intervention des forces de l'ordre. Chantal Fontaine y joue l'un de ses premiers rôles importants. 

## Fiche technique
- Scénarisation : Joanne Arseneau
- Réalisation : Richard Ciupka
- Société de production : Téléfiction

## Distribution
- Gildor Roy : Philippe Nadeau
- Patrick Labbé : Thomas Saint-Mars
- Yves Soutière : Réjean Turcotte
- Michel Barrette : Sergent-détective Delvecchio
- Chantal Fontaine : Claudia D'Annunzio
- Gilbert Sicotte : Inspecteur Gilbert Martineau
- Marcel Leboeuf : Sergent Marcel Lussier
- Catherine Sénart : Jeanne Morin
- Germain Houde : Jean Beauregard
- Pierre Chagnon : Karl Bissonnette
- Cédric Noël : Jean-Christophe Marquis
- Luc Denoncourt : Victime
- Erik Duhamel : Robert Chartrand, alias Apollon
- Abeille Gélinas : Jack
- Pascale Létourneau : Patricia Pilon
- Michel Houde : Animateur de quiz
- Michel Albert : Policier Albert
- Rosie Yale : Prostituée russe
- Clément Sasseville : Policier
- Donald Pilon : Journaliste Girard
- Annie Dufresne : Marie
- Gabriel Marian Oseciuc : Igor
- Jean-Emery Gagnon : Chevalier détective

et aussi :
- Sylvain Beauchamp : Manifestant gai
- Bobby Beshro : Bisaillon
- Michel Cardin : Auger
- Claudia Cardinale : Agent
- Gaston Caron : Médecin
- Jean Charest : Barman au Clan
- Catherine Charron : Lectrice de nouvelles
- Ludwig Ciupka : Étienne
- Stéphan Côté : Comédien
- Jean-Pierre David : Homme témoin
- Annie De Raîche : Lili
- Stéphane Demers
- Pascale Devigne : Maryse Beauregard
- Gaétan Dumont : Gilles Boudreau
- Jean-François Fabiano : Le Rasta
- Alain Gendreau : Directeur d'Orcan
- Monique Gosselin : Secrétaire et otage
- Guy Héroux : Gérant du Motel
- Benoît Johnson : Animateur Radio
- France La Bonte : Femme de quartier
- Marc-André Menard : Commerçant
- Michel Monty : René Dionne
- Line Nadeau : Mère d'Étienne
- Robert Norman : Détective
- Richard Robitaille : Transporteur de cadavre
- Howard Rosenstein : Levack
- Heikki Salomaa : Ile
- Sam Stone : Factory Owner
- Rychard Thériault : Homme effiminé
- Sylvie Vosko : Femme Blonde